# Liste d'arbres par continent
Cet article présente une liste d'arbres par continent. Cette liste donne principalement les noms communs (vernaculaires). 
De par la relation entre les espèces d'arbres présentes dans une zone et les caractéristiques environnementales et climatologiques de l'écosystème, cette méthode d'organisation s'avère utile pour des recherches. La classification fournit également des informations supplémentaires sur la zone géographique plus restreinte du pays si celles-ci sont disponibles. L'ensemble des familles et des espèces d'arbres sont mélangées au sein de cette liste.

## Arbres d'Afrique
- Abalé
- Abies numidica (Algérie)
- Abura
- Acacia albida
- Acacia épineux
- Acacia à écorce jaune
- Acajou africain
- Adjouba
- Afan
- Afane
- Afo
- Afrocarpus gracilior
- Afzelia africana
- Agba
- Aiélé
- Akeng
- Akossika
- Aloidendron dichotomum - Namibie
- Alen
- Alep
- Aloès Kokerboom
- Amandier (Nord et Sud)
- Amvout
- Andok
- Andoung
- Angoa
- Angueuk
- Aningré
- Anzem
- Aquilariaceae
- Arbre à fourmis
- Arbre orchidée
- Arbre du Guanaste
- Arganier (Nord) (Maroc)
- Atangatier - Gabon et autres pays d'Afrique
- Atsui - Gabon et autres pays d'Afrique
- Awoura - Gabon et autres pays d'Afrique
- Azobé
- Balanites wilsoniana
- Balanzan (Mali)
- Baobab
- Bilinga
- Bodioa
- Bois amer
- Bomanga (Ariella)
- Bossé clair
- Naga (Okwen, Meblo)
- Bubinga (Kevazingo, Akume)
- Caroubier (Nord)
- Cedrus atlantica (Maroc)
- Cèdre en Algérie (Algérie)
- Cèdre de l'Atlas (Nord)
- Cèdre bleu (Nord)
- Fuma (Fromager, Ceiba, Silk Cotton-Tree)
- Chamaerops humilis (Algérie, Maroc)
- Chêne zéen (Nord)
- Citropsis
- Congotali
- Cordia (African Cordia)
- Cyprès du Maroc (Maroc)
- Cytise de Battandier, Genêt du Maroc (Maroc)
- Delonix regia (Poinciana regia) (Madagascar)
- Dabéma
- Dattier (Nord)
- Diania
- Dibétou
- Divida
- Douka
- Doussié
- Ebana
- Ebène noir
- Ebiara
- Ebo
- Ebom
- Edji
- Ekaba
- Ekoune
- Emien
- Érythrine caffre, Érythrine de Kafrarie
- Essessang
- Essia (ou Abalé)
- Estrellis (Sud)
- Etup
- Eveuss
- Evino
- Evungvung
- Eyong
- Faro
- Faurea
- Faux colatier
- Ficus natalensis
- Figuier de barbarie
- Figuier lyre
- Figuier sycomore (Sénégal, Afrique du Sud)
- Finsan (Mali)
- Framiré
- Fromager, Kapotier
- Gao
- Ghéombi
- Girembellier
- Gilbertiodendron splendidum
- Grenadille (Ebene du Mozambique)
- Hanza (Niger)
- Iantandza
- Idewa (Larme, Liberain Black Gum)
- Igaganga
- Ilonba
- Iroko
- Izombé
- Kanya (Niger)
- Kapokier (West African Bombax, Esodoum)
- Karité
- Kaloupilé (La Réunion)
- Kekelé (Olazo, Mbosso)
- Kevazingo
- Khaya senegalensis
- Kigelia
- Kigelia africana (arbre à saucisses) (Kenya)
- Kondroti
- Kossipo
- Kostermansia malayana
- Kotibé
- Koto
- Kumbi (Loloti, Ekoa)
- Latanier (Réunion)
- Lati (Bokanga, Edzuil)
- Limbali (Vaa)
- Longhi blanc
- Longhi rouge
- Lotofa (Brown sterculia)
- Magnolier épineux
- Makoré (Douka, Baku)
- Mambodé
- Mangaria (Niger)
- Mandarinier (Nord)
- Mansonia (Bete)
- Marula
- Masoala (Madagascar)
- Mecrussé (Lebombo, Ironwood)
- Millettia thonningii
- Moabi (Congo)
- Moambe
- Movingui (Ayan, Barre)
- Mubala
- Muhimbi (Angu, Utuna)
- Muhuhu
- Mukusi
- Mukulungu
- Mutényé (Olive Walnut, M'Penze)
- Nauclea
- Néré
- Ngong Mebam
- Niangon (Ogoue, Whismore, Yami)
- Nieuk
- Niové (M'Bonda, Bokapi, Menga-Menga)
- Nka
- Nkagha
- Nkonengui
- Kanda (Bonzale, Bitehi, Nkonengu)
- Nkouarsa
- Noisetier d'Afrique
- N'téné (Bengi, Anzem)
- Obéro
- Oboba
- Oboto
- Odoko
- Ofoss
- Okala
- Okan
- Okoumé
- Obeche (Abachi, Ayous, Samba, Wawa)
- Ohia (Celtis, Ba, Esa, Odou)
- Olea sect. Ligustroides (Olea)
- Olumi
- Olivier sauvage (Nord)
- Olon
- Omvong
- Onzabili
- Onzan
- Onzem
- Ossabel
- Ossang Eli
- Ovengkol
- Ovita
- Ozigo
- Padouk
- Palmier (Tropiques)
- Panga-Panga (Jambire, Mpande)
- Pao Rosa
- Parasolier
- Peuplier tremble (Nord)
- Pisonia costata
- Podocarpus (Tropiques)
- Prunier sebestier
- Quercus afares (Algérie, Tunisie)
- Ravenale (Madagascar)
- Rikio
- Rose du désert (Nord)
- Safukala (Muganga)
- Sapelli
- Sapin d'Algérie
- Sapotillier
- Sarcocephalus latifolius
- Séné
- Sideroxylon majus (La Reunion)
- Sipo
- Sorro
- Tali
- Tamarinier (Est, Tropiques)
- Tamaris d'Afrique (Nord)
- Tchitola (Tola, Lolagbola)
- Limba
- Tiama (Edinam, Gedu-Nohori, Acuminata)
- Tiama blanc
- Tulipier du Gabon
- Takamaka
- Tetraberlinia tubmaniana (Liberia))
- Wengé
- Ylang-Ylang (Cananga) (Madagascar)
- Yohinbé
- Zingana (Zebrano, Zebrawood, Allen ele)

## Arbres d'Amérique
- Acacia rose - États-Unis
- Acacu (Ochoo) - Sud
- Acajou américain  (Tropiques)
- Acajou de Guyane
- Acerola  - Amérique du Sud
- Acioa edulis - - Brésil
- Aesculus - Eurasie et Amérique du Nord
- Aextoxicon punctatum  - Chili
- Algarrobo blanco - Sud
- Amapa - Sud
- Amandier - Sud
- Amesclao - Sud
- Amelanchier arborea  - États-Unis - Canada
- Amorpha ouachitensis  - États-Unis
- Anacardier, Acajou à pommes  - Amérique du Sud et centrale
- Anacardier - - Brésil
- Andiroba (Caobilla) - Sud
- Andromède en arbre , Oxydendrum  - Nord
- Angélique (Teck de Guyane, Basralocus, Angelica do Para, Tapaiuna) - Sud
- Angelim - Sud
- Angelim Amargoso (Faveira Amargosa) - Sud
- Angelim Pédra - Sud
- Angelim vermelho - Sud
- Algarrobo negro - Sud
- Aralia, Angélique épineuse  - Canada
- Aralia de Californie
- Araucaria  - Chili-Argentine
- Pin Bunya  - Queensland
- Arbre aux cloches d'argent  - Nord
- Arbre candélabre  (Brésil)
- Arbousier Américain  - États-Unis
- Arbre aux cloches d'argent  - États-Unis
- Arbre de corail - Uruguay*Arbre de neige  - États-Unis
- Aristotelia chilensis  - Chili
- Aronie à fruits rouges  - Nord
- Arrabidaea chica  - Pérou
- Aruera (Lithraea molleoides)- Uruguay
- Asiminier - - Amérique Nord
- Aspen - - Amérique Nord
- Aspidosperma polyneuron - - Argentine
- Aspidosperma quebracho-blanco -  - Argentine
- Astronium -  - Argentine-Brésil
- Astronium balansae -  - Argentine-Brésil
- Aubépine noire  - États-Unis
- Aubépines rares  - États-Unis
- Aulne sinueux  (Nord)
- Aulne rouge  (Nord)
- Austrocedrus chilensis -  - Argentine  - Chili
- Avocatier  - Amérique tropicale - États-Unis - + Europe
- Balfourodendron riedelianum -  - Argentine - Brésil
- Balsa - Centre - Sud
- Baumier du Pérou
- Belombra  - Amérique du Sud
- Beaucarnea  - Sud
- Bilimbi  - Antilles
- Bois de Panama  - Chili
- Bolaina blanca - Sud
- Bougainvillier  (+Europe)
- Bouleau bleu  - États-Unis
- Bouleau noir   - États-Unis Nord
- Bouleau gris  -États-Unis
- Bouleau jaune  - États-Unis nord
- Bouleau merisier  - États-Unis
- Bouleau à papier  - États-Unis - Canada
- Brahea - Sud
- Breu - Sud*Annone  (genre) - Sud
- Butia argentin -  - Argentine
- Butternut (Noyer cendré) - Nord
- Cabralea oblongifoliola -  - Argentine - Brésil
- Cacaoyer - Amérique centrale et du Sud
- Cactus géant
- Caféier  (+ Afrique d'Amérique latine, Asie)
- Calebassier - Tropiques
- Calliandre  - Sud
- Callicarpe  - États-Unis
- Calocèdre  - Nord
- Calycanthe  - Nord
- Campêche (arbre) - Mexique
- Bignone  - États-Uns
- Carapa procera - Brésil - Afrique
- Abarco - Sud
- Caroba - Uruguay
- Caryer lacinié  - États-Unis
- Caryer glabre  - États-Unis
- Caryer ovale  - États-Unis
- Catalpa  - (+ Asie orientale)
- Catalpa commun  - États-Unis
- Catalpa élégant  - Nord
- Catalpa de Garge  - États-Unis + Europe
- Cativo - Sud
- Céanothe arborescent  - Nord
- Ceanothe cuneatus  - États-Unis
- Cèdre du Chili
- Cèdre jaune - Nord
- Cedrela fissilis - Argentine - Brésil
- Cedro - Sud
- Ceiba speciosa - Argentine  - Brésil - Paraguay - Pérou
- Ceibo (ou Cieba) - Uruguay
- Celtis ehrenbergiana - Argentine
- Cerejeira - Sud
- Cerisier de Virginie
- Cerisier tardif (ou noir)  (États-Unis - Mexique - Guatemala)
- Cerisier de Sargent  - États-Unis
- Cerisier à feuilles de houx  - États-Unis
- Cerisier de Pennsylvanie
- Chamaecyparis jaune  -États-Unis-Alaska
- Charme de Caroline
- Chêne à feuilles de saule  (Nord États-Unis)
- Chêne jaune  - États-Unis
- Chêne à lobes obtus  - États-Unis
- Chêne noir  - États-Unis
- Chêne de Shumard  (Nord États-Unis)
- Chêne ellipsoidal  (Nord États-Unis)
- Chêne à feuilles de faucille  - États-Unis
- Chêne noir de Californie  - États-Unis
- Chêne à feuilles de laurier  - États-Unis
- Chêne des teinturiers  - États-Unis
- Chêne à lattes  - États-Unis
- Chêne des marais  - États-Unis
- Chêne écarlate  - États-Unis
- Chêne rouge  (Nord États-Unis )
- Chêne vert de Californie
- Chêne blanc  - États-Unis
- Chêne à gros fruits  (Nord États-Unis)
- Chêne blanc de  Californie
- Chêne bicolore  (Nord États-Unis )
- Chêne des marécages  - États-Unis
- Chêne de Garry  (Nord Usa)
- Chicot du Canada
- Chrysophyllum gonocarpum - Argentine  - Brésil
- Pamplemoussier  - États-Unis + Antilles
- Cocobolo Palissander - Sud
- Cocotier, ou Cocos nucifera  - (+ Afrique , Asie)
- Coigüe (Merisier du Chili, Hêtre du Chili) - Sud
- Comptonia - Amérique du Sud
- Copaiba - Sud
- Copalme d'Amérique  - États-Unis
- Copernicia alba -  - Argentine
- Cordia trichotoma - Argentine  - Bolivie - Brésil
- Cornilla - Uruguay
- Cornouiller - États-Unis
- Cornouiller de Nuttall  - Nord
- Cornouiller à feuilles alternes  - États-Uns
- Cornouiller à fleurs  - Nord
- Couroupita guianensis - Amazonie
- Crinodendron patagua - Chili
- Cryptocarya rubra  - Chili
- Cumaru (Almendrillo, Shihuahuaco) - Sud
- Curupay - Sud
- Curupixa - Sud
- Cyprès chauve de Louisiane
- Cyprès chauve pyramidal
- Cyprès de Gowen  - Californie
- Cyprès du Portugal  -Mexique
- Cyprès de Guadalupe  - Mexique
- Cycade - Amérique du Sud
- Cyprès de Lambert  - États-Unis
- Cyprès de l'Arizona
- Cyprès de Lawson  - États-Unis - Angleterre - Europe
- Cyprès de Leyland
- Cyprès de Montézuma  - États-Unis - Mexique
- Cyprès de Patagonie
- Diatenopteryx sorbifolia - Argentine - Bolivie - Brésil - Pérou
- Dinizia jueirana-facao - Brésil
- Douglas de Californie
- Douglas bleu  - États-Unis
- Drimys winteri - Argentine  - Chili
- Embothrium coccineum - Argentine - Chili
- Enterolobium contortisiliquum - Argentine - Bolivie - Brésil
- Épicéa de Brewer  - États-Unis
- Épicéa d'Engelmann  - Mexique
- Épicéa du Colorado
- Épicéa de Sitha  - États-Unis
- Épinette blanche  -Canada
- Épinette noire  -Canada
- Épinette rouge  - Amérique Nord
- Érable à sucre  - Nord
- Érable à grandes feuilles  - États-Unis
- Érable ble des Rocheuses
- Érable liane  - États-Unis
- Érable de Pennsylvanie
- Érable rouge  - États-Unis
- Érable argenté  - États-Unis
- Érable negundo  - Nord
- Erythrina crista-galli - Argentine - Bolivie - Brésil - Paraguay
- Escallonia  - Chili
- Eschweilera coriacea - Amazonie
- Eucryphia - Amérique du Sud
- Eucryphia cordifolia - Argentine  - Chili
- Euphorbia cotinifolia  -Mexique
- Euterpe edulis - Argentine - Bolivie - Brésil - Pérou
- Euterpe precatoria - Amazonie
- Faux-poivrier    - Amérique du Sud
- Faux-poivrier odorant - Argentine
- Faveira - Sud
- Goyavier du Brésil ou Feijoa
- Févier d'Amérique  - États-Unis
- Fitzroya cupressoides - Argentine  - Chili
- Flamboyant bleu , ou Jacaranda - - Brésil
- Forastero  -Mexique
- Frangipanier  - Centre et Sud
- Freijo (Cordia wood, Jenny Wood) - Sud
- Frêne blanc  - Nord
- Frêne bleu  - Nord
- Frêne de l'Arizona
- Frêne de l'Oregon
- Frêne noir  - Nord
- Frêne rouge  - États-Unis
- Frêne rouge de Pennsylvanie
- Fustet d'Amérique  - Nord*Garrya elliptique  - États-Unis
- Gainier du Canada
- Galba - Antilles
- Garapa (Grapia) - Sud
- Genévrier de Bennett  -États-Unis
- Genévrier de Virginie
- Geoffroea decorticans - Argentine - Chili
- Geonoma - Sud
- Gevuina avellana - Argentine - Chili
- Ginkgo biloba  - Nord
- Gleditsia ×texana
- Goiabao - Sud
- Goncalo alvez - Sud
- Greenheart - Sud
- Guaiacum sanctum - Centre
- Guanacaste - Costa Rica
- Guarana - Brésil
- Guariuba - Sud
- Guatambù - Sud
- Guayacan (Guaiacum) - Sud
- Gum (Sap gum, Red gum) - Nord
- Gymnocladus - Nord
- Halesia  - États-Unis
- Haptanthus hazlettii - Centre
- Hêtre du Chili
- Hêtre à grandes feuilles  - États-Unis
- Hêtre de l'Antarctique  - Amérique du Sud
- Hêtre mexicain  -Mexique
- Hirtella pauciflora  - Équateur
- Houx américain  - États-Unis
- Hymenolobium (genre) - Brésil
- Incienso - Sud
- Itauba - Sud
- Jaboty (Cambara, Cédrinho) - Sud
- Jequetiba (Yesquero) - Sud
- Juniper (Western Juniper) - Nord
- Kapokier - Amérique du Sud
- Kapokier, Ceiba pentandra - Sud
- Lapacho - Argentine - Bolivie - Brésil - Mexique
- Laurelia sempervirens - Chili
- Laurier de Californie
- Laurier des Iroquois (genre Sassafras) - États-Unis
- Lenga (Merisier d'am. du sud) - Sud
- Lépidodendron - Nord
- Leptocycas - Amérique du Sud
- Libocèdre  - États-Unis
- Lomatia hirsuta -  - Argentine - Chili
- Louro - Sud
- Louro vermelho - Sud
- Luma apiculata -  - Argentine - Chili
- Maçaranduba (Bulletwood, Beefwood, Quinilla) - Sud
- Magnolia à grandes feuilles  - États-Unis
- Magnolia acuminé  - Étts-Unis
- Magnolia boliviana  - Pérou
- Magnolia parasol  - États-Unis
- Magnolia de Fraser  - États-Unis
- Magnolia de Virginie
- Mahonia à feuilles de houx  - Nord
- Marronnier d'Amérique  - États-Unis
- Marronnier de l'Ohio
- Marronnier hybride  - États-Unis
- Marupa (Simarouba) - Sud
- Maytenus boaria - Argentine - Chili
- Maytenus magellanica - Argentine  - Chili
- Mélèze subalpin  - États-Unis
- Mélèze de l'Ouest  -États-Unis
- Mélèze laricin  - Canada
- Hackberry - Nord
- Micocoulier occidental - États-Unis
- Micocoulier du Mississippi *Micropholis casiquiarensis  - Brésil
- Micropholis caudata  - Brésil
- Micropholis cayennensis  - Brésil
- Micropholis compta  - Brésil
- Micropholis crassipedicellata  - Brésil
- Micropholis cylindrocarpa  - Pérou
- Micropholis emarginata  - Brésil
- Micropholis gnaphaloclados  - Brésil
- Micropholis grandiflora  - Brésil
- Micropholis humboldtiana  - Brésil
- Micropholis madeirensis  - Pérou
- Micropholis maguirei  - Brésil
- Micropholis macrophylla  - Pérou
- Micropholis resinifera  - Brésil
- Micropholis brochidodroma  - Pérou
- Mogno (Brazilian Mahogany, Acajou d'amérique) - Sud
- Mora - Sud
- Morado - Sud
- Muira puama  - Brésil
- Muiratinga - Sud
- Myrocarpus frondosus - Argentine  - Brésil
- Myrte luma  - Chili
- Nacional (cacao)  - Équateur
- Nashi  (États-Unis - Chine)
- Nissa sylvestre  - États-Unis
- Nothofagus alpina - - Argentine - Chili
- Nothofagus antarctica -  - Argentine - Chili
- Nothofagus betuloides -  - Argentine -Chili
- Nothofagus dombeyi -  - Argentine - Chili
- Nothofagus obliqua -  - Argentine - Chili
- Nothofagus pumilio -  - Argentine - Chili
- Noyer noir  - États-Unis
- Noyer cendré  - États-Unis
- Noyer amer  - États-Unis
- Nyssa sylvestre  - Nord
- Oiseau de paradis  - Argentine - Uruguay
- Ombù - Amérique du Sud
- Oranger des osages  - États-Unis
- Orme de Samarie  - Am. Nord - Mexique
- Orme d'Amérique  - États-Unis
- Orme rouge  - États-Unis
- Orme liège  - États-Unis
- Pacanier  - États-Unis
- Palmier de Californie
- Palmier bleu  du Mexique
- Palmier de Llala  - Amérique du Sud
- Pallo de fiero - Uruguay
- Palo santo - Argentine - Paraguay
- Papayer  - Amérique du Sud
- Parapiptadenia rigida - Argentine  - Brésil
- Parasolier - Sud
- Passiflora quadrangularis  (liane) - Sud
- Passiflora tripartita  - Sud
- Pau mulato (Capirona) - Sud
- Pau Rosa - Sud
- Pavier  - États-Unis et Canada
- Pavier blanc  - États-Unis
- Pavier rouge  - États-Unis
- Pecan - Nord
- Peltophorum dubium - Argentine - Brésil - Paraguay
- Pernambouc - Brésil
- Peterebi - Sud
- Peuplier de l'Ouest  - États-Unis
- Peuplier baumier  - États-Unis
- Peuplier lasiocarpa  - États-Unis
- Peuplier deltoïde  - États-Unis
- Peuplier faux-tremble  -Mexique
- Phytelephas aequatorialis  - Équateur
- Phytolacca dioica (Belombra ou Raisinier dioïque) - Sud
- Pimenta - Centre , Sud
- Pied d'éléphant, Arbre bouteille  - Mexique
- Pilgerodendron uviferum - Argentine - Chili
- Pin à sucre - Nord
- Pin de Norfolk
- Pin de Balfour  - États-Unis
- Pin aristé  - États-Unis
- Pin flexible  - Canada
- Pin à sucre  - États-Unis
- Pin argenté  - États-Unis - Canada
- Pin blanc du Mexique
- Pin blanc de l'Est  (ou Pin de Weymouth)
- Pin à blanche écorse  - États-Unis
- Pin à gros cônes  -États-Unis
- Pin ponderosa  - États-Unis
- Pin de Jeffrey  - États-Unis
- Pin du Mexique
- Pin à feuilles courtes  - États-Unis
- Pin de Holford  - États-Unis
- Pin gris - Canada
- Pin Bishop  - États-Unis
- Pin rigide  - États-Unis
- Pin de Monterey  - États-Unis
- Pin rouge  - Canada
- Pin tordu  - États-Unis
- Pin tordu latifolié  - États-Unis
- Pin de Montezuma  - Guatemala
- Pin des Caraïbes
- Pitch Pine (Pinus caribea) - Nord
- Plaqueminier de Virginie
- Podocarpus  - Argentine - Chili
- Podocarpus nubigenus  - Chili
- Manio  - Chili
- Pointe de genévrier  -États-Unis-Mexique
- Populus deltoides  -Mexique
- Pouteria sapota  -Mexique
- Prunus serotina  -Mexique
- Pradosia argentea  - Pérou
- Pradosia decipiens  - Brésil
- Pradosia granulosa  - Brésil
- Pradosia kuhlmannii  - Brésil
- Pradosia montana  - Équateur
- Pradosia subverticillata  - Brésil
- Pradosia verrucosa  - Brésil
- Pradosia verticillata  - Brésil
- Prosopis - Amérique du Sud
- Prosopis juliflora  - Mexique
- Prosopis nigra - Paraguay
- Protium altissimum - Amazonie
- Prunier mombin  - Sud
- Pruche subalpine  - Alaska
- Pouteria salicifolia - Amérique du Sud
- Pyrostegia - Sud
- Quaruba - Sud
- Quebracho blanco (Peroba Rosa) - Sud
- Quebracho colorado  - Sud
- Quebracho - Amérique du Sud
- Quillaja saponaria  - Chili
- Radiata (Pinus radiata, insignis)(Amérique du Sud)
- Rauli - Chili - Argentine
- Roble (Roble du Chili, Hêtre du Chili) - Sud
- Roble Morado (Chêne du Chili, Chêne d'Amérique du Sud) - Sud
- Roucou - Sud
- Sabal (Palmier)
- Sabal uresana  -Mexique
- Saman - Sud
- Sande (Guaimaro, Palo de vaca) - Sud
- Santa Maria - Sud
- Sapin sacré  - Mexique
- Sapin de Douglas  - États-Unis
- Sapin de Vejari
- Sapin gracieux -Amérique Nord
- Sapin magnifique  -États-Unis
- Sapin de Fraser  États-Unis
- Sapin de Santa Lucia  - États-Unis
- Sapin de Vancouver
- Sapin baumier  -Canada
- Sapin subalpin - Nord
- Sapin du Colorado - Nord
- Sapin noble  -États-Unis
- Sapin rouge - Nord
- Sapotier noir  -Mexique
- Sapotillier - Mexique  (Tropiques)
- Sarandí (Cephalanthus glabratus) - Uruguay
- Sarcocephalus - Tropiques
- If du Prince Albert  - Chili
- Schinopsis balansae -  - Argentine
- Schinopsis quebracho-colorado -  - Argentine
- Schinus terebinthifolius - Argentine - Brésil - Paraguay
- Senna macranthera - Sud
- Séquoia toujours vert  -États-Unis
- Séquoia géant  -États-Unis
- Sigillaire - Nord
- Spondias purpurea  -Mexique
- Sucupira preta (Sapupira, Zwarte Kabbes) - Sud
- Sumac de Virginie
- Sumauma - Sud
- Syagrus romanzoffiana - Argentine  - Brésil - Paraguay
- Ipe (Lapacho) - Sud
- Tala - Uruguay
- Tamarugo, Prosopis tamarugo  - Chili
- Tamboril - Sud
- Tatajuba - Sud
- Tauari - Sud
- Taxodium mucronatum  -Mexique
- Theobroma grandiflorum  - Brésil
- Thuya géant  -États-Unis
- Thuya du Canada
- Tibouchina granulosa - Brésil
- Tilleul d'Amérique  - États-Unis
- Tipuana tipu -  - Argentine
- Tornillo - Sud
- Muscadier de Californie
- Trinitario  -Mexique
- Trithrinax brasiliensis - Argentine
- Trithrinax campestris -  - Argentine
- Tsuga de l'Ouest  - Alaska
- Tsuga de Caroline
- Tsuga du Canada
- Tulipier de Virginie, Liriodendron tulipiféra
- Ulmo du Chili,  Eucryphia cordifolia
- Vinaigrier, Sumac de Virginie ou Sumac amaranthe
- Yerba maté,  ilex paraguariensis, thé du Paraguay
- Virgilier  - Nord
- Virgilier à bois jaune  - États-Unis+Europe
- Virgilier de Chine  - États-Unis
- Virola - Sud
- Wacapou (Partridge wood, épi de blé) - Sud
- Walchia - Nord
- Wapa - Sud
- Washingtonia robusta  -Mexique
- Yopo - Sud
- Yucca géant  - États-Unis
- Yucca brevifolia  -États-Unis
- Zamana (Albizia saman) - Martinique

## Arbres d'Asie
- Ginkgo biloba- Chine
- If commun - Asie-Europe
- Artocarpus camansi - Papouasie
- Cotinus coggygria - (+ Europe,...)
- Muscadier du Japon
- Céphalotaxe du Japon
- Céphalotaxe  de fortune - Chine
- Pin des bouddhistes
- Cyprès de Sawara - Japon
- Cyprès de Taiwan
- Hibiscus (+ Europe)
- Cyprès d'Hinoki - Japon
- Cyprès de l'Himalaya
- Cyprès du Cachemire
- Cyprès de Chine
- Cyprès toujours vert - Iran → Tunisie
- Genévrier de Chine
- Genévrier de Syrie
- Genévrier de l'Himalaya
- Genévrier cade
- Genévrier écailleux
- Thuya de Chine
- Thuya du Japon
- Hiba
- Cèdre de Corée
- Thuya d'Orient -Chine-Japon
- Cèdre Japonais
- Métaséquoia de Chine
- Cyprès chauve de Chine
- Cycas - Japon
- Sapin de Chine
- Pin parasol du Japon
- Sapin de Cilicie - Turquie
- Sapin de Tienshan - Sibérie
- Sapin de SAkkaline - Sibérie
- Sapin de Veitch - Japon
- Sapin du Shensi - Chine
- Sapin Min - Chine
- Sapin de Maries - Japon
- Sapin de Delavay - Inde
- Sapin de Forrest - Chine
- Sapin de Faber - Chine
- Sapin de Corée
- Sapin de Taiwan
- Sapin de Farges - Chine
- Sapin momi - Japon
- Sapin de Cheng - Chine
- Sapin de Nikko - Asie Sud Est
- Sapin de Mandchourie
- Sapin de l'Himalaya
- Sapin pindrew - Himalaya
- Sapin écailleux
- Sapin de Khinghan - Chine
- Sapin du Caucase - Turquie
- Cèdre du Liban
- Cèdre de l'Himalaya
- Mélèze du Japon
- Mélèze de Dahurie - Sibérie
- Mélèze chinois
- Épicéa de l'Hilalaya
- Épicéa de Schrenk - Chine
- Épicéa de Sikhim - Himalaya
- Épicéa de Wilson - Chine
- Épicéa de Sibérie
- Épicéa à queue de Tigre - Japon
- Épinette dragon - Chine
- Épicéa d'Orient - Asie Mineure
- Épicéa d'Alcock - Japon
- Épicéa de Likiang - Tibet
- Sapin de Lijiang - Tibet
- Tsuga de l'Himalaya
- Tsuga du Japon
- Pin d'Armand - Chine - Tibet
- Pin blanc du Japon
- Pin Napoléon - Chine
- Pin de Griffith - Himalaya
- Pin de Sibérie
- Pin rouge du Japon
- Pin de Taiwan
- Pin noir du Japon
- Pin de Corée
- Peuplier baumier Japonais
- Noyer du Caucase
- Ptérocarier de Chine
- Ptérocarier du Japon
- Noyer commun (+ Europe)
- Noyer du Japon
- Noyer de Mandchourie
- Bouleau d'Erman  -  Japon
- Bouleau monarque - Japon
- Bouleau nain - Europe - Alaska
- Bouleau transcaucasien
- Bouleau de Mandchourie
- Bouleau blanc du Japon
- Bouleau de Mongolie
- Aulne du Japon
- Aulne du Caucase
- Hêtre d'Orient (+ Europe)
- Tsuga de Siebold - Japon
- Tsuga de Chine
- Douglas du Japon
- Charme-houblon (Asie Mineure)
- Charme d'Orient
- Charme du Japon
- Hêtre de Chine
- Hêtre du Japon
- Chêne de Mongolie
- Chêne daimyo
- Chêne liège de Chine
- Chêne à dents de scie
- Chêne châtaignier (Iran , ...)
- Chêne du Liban
- Chêne du Caucase
- Orme de Sibérie
- Orme du Japon
- Orme de Chine
- Orme du Caucase
- Zelkova de Chine
- Zelkova du Japon
- Micocoulier de Chine
- Murier blanc
- Murier à papier - Japon
- Magnolia de Chine
- Magnolia du Japon à grande feuilles
- Magnolia à feuilles de saule
- Tulipier de Chine
- Tétracentron de Chine
- Arbre à gâteaux
- Liquidambar de Formose
- Copalme d'Orient
- Arbre de fer
- Platane d'Orient
- Cognassier - Moyen-Orient
- Cotonéaster
- Sorbier du Japon
- Sorbier du Cachemire
- Pommier de Sibérie
- Pommier sauvage toringo ( + Europe)
- Poirier à feuilles de saule
- Abricotier du Japon
- Févier de la Caspienne  - Iran
- Cerisier de Mandchourie
- Pommier Fuji
- Cerisier à fleurs (divers types) - Japon
- Cerisier Yoshino
- Cerisier du Tibet
- Cerisier de l'Ile Oshima
- Arbre de Judée ( + Europe)
- Arbre à soie ( Albizia - Acacia de Constantinople)
- Févier du Caucase
- Prosopis cineraria - Inde
- Palmier queue de renard - Sud
- Palétuvier - Sud
- Bambou - Chine
- Métaséquoia
- Araucaria
- Williamsonia
- Cyprès du Bhoutan
- Tilia dasystyla - Chine
- Tilia chingiana - Chine
- Tilia maximowicziana - Chine
- Tilia miqueliana - Chine
- Tilia chingiana - Chine
- Tilia maximowicziana - Chine
- Acer triflorum - Chine
- Ailanthus altissima
- Arbre aux 1000 étoiles - Chine
- Chaenomeles speciosa - Chine
- Quercus variabilis - Chine
- Cinnamomum glanduliferum - Chine
- Érable à écorce de papier - Chine
- Érable du Père David - Chine
- Érable palmé - Chine
- Firmiana major - Chine
- Firmiana simplex - Chine
- Ginkgo biloba - Chine
- Glyptostrobus pensilis - Chine
- Ligustrum lucidum - Chine
- Madhuca hainanensis - Chine
- Madhuca pasquieri - Chine
- Malus prunifolia - Chine
- Metasequoia glyptostroboides - Chine
- Mûrier blanc - Chine
- Murraya paniculata - Chine
- Myrica rubra - Chine
- Neige de juin - Chine
- Parasol chinois - Chine
- Paulownia tomentosa - Chine
- Pin d'Armand - Chine
- Prunus maackii - Chine
- Salix matsudana - Chine
- Sinojackia rehderiana - Chine
- Sinojackia xylocarpa - Chine
- Thuya de Chine - Chine
- Tilia chinensis - Chine
- Tilleul de Henry - Chine
- Albizia julibrissin - Iran
- Corylus colurna - Iran
- Cupressus sempervirens - Iran
- Grenadier commun - Iran
- Parrotia persica - Iran
- Pistachier - Iran - Moyen-Orient
- Platane d'Orient - Moyen-Orient
- Érable japonais - Japon
- Betula ermanii - Japon
- Cryptomeria japonica - Japon
- Quercus variabilis - Japon
- Genévrier rigide - Japon
- If du Japon - Japon
- Mandarinier satsuma - Japon
- Mélèze du Japon - Japon
- Miharu Takizakura - Japon
- Sakaki - Japon
- Sciadopitys verticillata - Japon
- Tilia miqueliana - Japon
- Butea monosperma - Sri Lanka
- Cotylelobium lewisianum - Sri Lanka
- Cotylelobium scabriusculum - Sri Lanka
- Diospyros melanoxylon - Sri Lanka
- Dipterocarpus glandulosus - Sri Lanka
- Dipterocarpus hispidus - Sri Lanka
- Dipterocarpus insignis - Sri Lanka
- Dipterocarpus zeylanicus - Sri Lanka
- Madhuca fulva - Sri Lanka
- Madhuca microphylla - Sri Lanka
- Madhuca moonii- Sri Lanka
- Madhuca neriifolia - Sri Lanka
- Stemonoporus acuminatus - Sri Lanka
- Stemonoporus affinis - Sri Lanka
- Stemonoporus angustisepalus - Sri Lanka
- Vateria copallifera - Sri Lanka
- Vatica affinis - Sri Lanka
- Vatica obscura - Sri Lanka
- Kiwi, Actinidia - Chine
- Amandier de Chine
- Anacardier - Inde
- Aquilaria crassna
- Arbre à miel
- Arbre aux faisans
- Arbre au caramel
- Brugmansia - Inde
- Firmiana simplex
- Giroflier
- Grenadier - Iran
- Idesia polycarpa
- Longanier, ou dimocarpus longan, œil de dragon
- Pamplemoussier
- Parrotia - Iran , Caucase
- Phellodendron
- Savonnier de Chine - (+Europe)
- Teck, Tectona grandis - Sud Est Asie
- Torreya de Chine
- Torreya du Japon
- Xanthoceras sorbifolium - Chine , Europe
- Acajou de Chine
- Cryptoméria ou Sugi
- Ehretia - Chine
- Kalopanax - (+ Europe)
- Zanthoxylum
- Abélia de Chine
- Alangium - Chine
- Althéa - Chine , Inde
- Andromède - Japon
- Aralia japonais
- Arbre à papillons - Chine
- Arbre à kiwi - Chine
- Bauhinia
- Banyan - Inde
- Camphrier - Inde
- Cannelier - Inde
- Caoutchouc
- Cassier - Inde
- Celtis bungeana - Chine
- Chimonanthe du Yunan - Chine
- Cornouiller de l'Himalaya
- Deutzie - Japon
- Ébénier
- Distyle à grappes
- Glyptostrobus pensilis - Chine Sud
- Hamamélis de Chine
- Hiba, Thuyopsis - Japon
- Jacquier
- Kolkwitzia - Chine
- Lilas de l'Himalaya
- Litchi
- Longanier
- Manguier - Inde , Malaisie
- Manguier
- Osmanthe hétérophile
- Photinia (+ Amérique Nord)
- Pippal, figuier indien
- Pittospore
- Staphylier de Chine
- Weigelie
- Bois de Sainte-Lucie - Moyen-Orient
- Chêne du Liban
- Épicéa d'Orient - - Moyen-Orient
- Genévrier de Syrie
- Noisetier de Byzance
- Parrotie, Bois de fer- Iran
- Cerisier à grappes - Turquie
- Pommier sauvage - Moyen-Orient
- Annone - Inde
- Aréquier (palmier) - Inde
- Filao - Inde - Australie
- Séné - Inde
- Tamarin - Inde
- Dalbergia - Inde
- Vomiquier - Inde
- Moringa - Inde
- Bananier - Inde
- Jambosier ou Eugenia - Inde
- Bergamotier - Inde
- Santal - Inde
- Févier de Chine
- Févier du Japon
- Sophora du Japon
- Euodia  - Chine - Corée
- Arbre au liège de l'amour
- Phellodendron du Japon
- Ailante  (ou Faux vernis du Japon)
- Picrasma  - Himalaya
- Arbre à laque ou Vernis du Japon
- Houx du Japon
- Houx de l'Himalaya
- Houx de Perny  - Chine
- Érable de Miyabe  - Japon
- Érable gris
- Érable de Nikko  - Japon
- Érable à écorse rugueuse
- Érable à feuille de vigne  - Japon
- Érable de WIlson  - Chine
- Érable de Colchide  - Turquie - Iran - Caucase
- Érable du fleuve Amour
- Érable de Buerger
- Érable du Japon
- Érable de Corée
- Érable de Shirasawa  - Japon
- Érable palmé
- Érable à feuilles de charme  - + Europe
- Érable de Hers  - Chine
- Érable jaspé  - + Europe
- Marronnier de l'Himalaya  - + Europe
- Marronnier du Japon
- Marronnier de Chine  - + Europe
- Tilleul henryana
- Tilleul de Mongolie
- Tilleul de Sibérie
- Tilleul argenté  - + Europe Est
- Kalopanax  - + Russie
- Cèdrela de Chine
- Savonnier
- Frêne de Mandchourie (en)
- Arbre aux pochettes  ( Davidia) - Chine
- Cornouiller à pagodes  - + Europe
- Cornouiller du Japon
- Cornouiller porte fraises
- Pterostyrax
- Troène de Chine
- Arbre de neige de Chine
- Kaki ou Plaqueminier  - (+ Italie)
- Catalpa de Chine
- Palmier de Chine
- Néflier du Japon
- Aliboufier  - + Méditerranée
- Photinia
- Caroubier
- Myrte
- Grenadier
- Épine du Christ ou Paliure  - + Europe
- Jujubier ou dattier de Chine
- Jujubier des lotophages
- Margousier , Lilas des Indes
- Kumquat  (Citrus)
- Citronnier lime ou Limettier
- Cédratier  - Perse (Iran) , Inde
- Bananier
- Bananier du Japon
- Frangipanier
- Goyavier
- Durian
- Papayer
- Ramboutan
- Carambolier
- Coriandre (Coriandrum sativum)
- Hevea (genre)
- Shorea  (genre)
- Hopea (genre)
- Dipterocarpus (genre)
- Vatica (genre)
- Hylocereus undatus

- Amherstia - Asie
- Antiaris toxicaria - Inde
- Aralidium pinnatifidum
- Arbre ashoka - Himalaya
- Badamier - Nlle Guinée
- Bael - Inde
- Castanopsis - Tropiques
- Cathaya argyrophylla - Chine
- Coelostegia - Indonésie
- Faux ashoka - Inde
- Ficus elastica
- Gnetum gnemon - Sud
- Livistona
- Maackie de l’Amour
- Nageia nagi
- Parrotie de Perse - Iran
- Pinanga - + Europe
- Pterocarya rhoifolia - Japon
- Pterospermum - Inde
- Sagoutier - Nlle Guinée
- Sterculia foetida
- Thujopsis - japon
- Toto margot  - Afrique → Australie

- Chinkapin (Bitter)
- Chinkapin (Farges)
- Chinkapin (Red)
- Alniphyllum fortunei
- Xylosma Japonica
- Nanmu (Phoebe zhennan)
- Schima superba
- Bois de rose de Chine
- Agathis (Kauri)
- Alan-Batu
- Albizia falcata
- Balau, red
- Bangkirai (Yellow Balau)
- Benuang
- Billian (Belian)
- Bintangor (Calophyllum)
- Bitis
- Walnut (Japanese Walnut)
- Chengal
- Laurel (Indian, Taukyan)
- Gerutu (Heavy white Seraya, Urat Mata)
- Giam
- Haldu
- Jarrah (Karri)
- Jelutong
- Jonkong (Mentibu)
- Kadam (Jabon)
- Kapur
- Kasai (Taun, Matoa, Pometia)
- Kempas (Tulang)
- Keranji
- Keruing
- Lauan, light red
- Lauan, white (Bagtikan, Almon, Mayapis)
- Lauan, dark red (Tiaong, Tanguile)
- Lauan, yellow (Kalunti, Mangasioro, Malaanonang)
- Malas (Aranga)
- Mata Ulat
- Medang
- Mengkulang
- Meranti, light red (Seraya red)
- Meranti, white (Melapi)
- Meranti, dark red (Nemesu, Seraya red)
- Meranti, yellow
- Merawan
- Merbau
- Mersawa (Krabak)
- Chêne du Japon (Japanese Oak)
- Nyatoh
- Padouk (Burma)
- Palisander (Cam-Lai, ChingChan, Siam Rosewood)
- Palisander (East Indian Rosewood, Sonokeling)
- Penanga
- Plonchonelle (white)
- Punah
- Pyinkado
- Ramin
- Resak
- Salimuli
- Satin (East Indian Satinwood)
- Sen
- Sepetir
- Seraya (white S., Urat Mata)
- Sesendok
- Simpoh
- Sugi
- Suren
- Tamo
- Tasmanian Oak
- Yemane

## Arbres d'Europe
- Cyprès du Portugal
- Genévrier commun  - Eu - Zones nordiques
- Sapin de Numidie - Espagne (+ Afrique)
- Sapin de Grèce
- Sapin d'Espagne
- Sapin de Sicile
- Sapin blanc  - Centre Eu
- Viorne obier
- Sapin de Low  - Grande-Bretagne
- Cèdre de Chypre
- Brugnonier - (+ Chine)
- Mélèze d'Europe
- Savonnier de Chine
- Mélèze hybride  - Grande-Bretagne
- Épicéa commun
- Épicéa de Serbie
- Pin parasol  (Nord Méditerranée)
- Pin cembro  (Alpes)
- Pin maritime  (Méditerranée - Afrique du Nord)
- Pin de Macédoine
- Pin sylvestre
- Pin d'Alep
- Pin de Calabre
- Pin à crochets
- Pin mugo
- Pin noir d'Autriche
- Pin de Salzmann
- Pin de Bosnie
- Peuplier grisard  (+ Asie Occ.)
- Peuplier blanc
- Peuplier noir
- Peuplier de Lombardie
- Peuplier de Berlin
- Peuplier noir d'Italie
- Saule laurier
- Saule à trois étamines  (+ Asie)
- Saule cendré
- Saule faux-daphné
- Saule marsault
- Saule pleureur à bois jaune
- Saule fragile  (+Asie)
- Saule des vanniers  (+ Asie)
- Saule drapé  (+ Asie)
- Saule à feuilles aigues
- Saule blanc  (+ Asie)
- Saule blanc à feuilles argentées
- Bouleau verruqueux  (+ Asie Mineure - Russie)
- Bouleau pubescent
- Aulne glutineux  (+ Russie - Asie - Afrique du Nord)
- Aulne de Corse
- Aulne vert
- Aulne blanc  - Russie
- Charme commun  (+Asie Mineure)
- Charme pleureur  (+Asie)
- Noisetier  (+ Asie - Afrique Nord)
- Noisetier franc
- Noisetier de Byzance  (+Asie)
- Hêtre commun  (+ Asie - Turquie)
- Hêtre pleureur à feuilles pourpres
- Hêtre pourpre
- Hêtre à feuilles de fougère
- Châtaignier commun  - (+ Turquie)
- Chêne à feuille de bambou
- Chêne de Cambridge
- Chêne liège  (+ Afrique Nord)
- Chêne de Macédoine
- Chêne chevelu
- Chêne vert  (Méditerranée)
- Chêne de Turner
- Chêne pubescent
- Chêne de Hongrie
- Chêne des garrigues
- Chêne tauzin  (= Afrique Nord)
- Chêne à feuilles d'aulne
- Chêne d'Arménie
- Chêne sessile  (+ Asie Mineure)
- Chêne pédonculé  ( + Asie Mineure)
- Orme lisse  ( + Asie)
- Orme de montagne
- Orme blanc pleureur
- Orme de Huntington
- Orme à feuilles luisantes  ( + Afrique Nord - Asie)
- Orme champêtre , Ormeau  ( Angleterre , ...)
- Orme à feuilles de charme
- Zelkova de Crète
- Micocoulier de Provence
- Murier  (divers types dont Murier-Platane)
- Murier noir
- Magnolia à grandes fleurs  (et autres types) (Grande-Bretagne)
- Laurier sauce
- Figuier commun  (+Asie)
- Platane à feuilles d'érable
- Platane occidental  ( + Amérique)
- Néflier
- Aubépine  (divers types)
- Azérolier  ( + Asie - Afrique Nord)
- Sorbier des oiseleurs  (+ Asie)
- Alisier de Finlande
- Cormier
- Alisier blanc
- Alisier torminal
- Alisier de Suède
- Alisier de Fontainebleau
- Pommier sauvage  -  (+ Moyen-Orient)
- Pommier  (divers types)
- Pommier d'ornement
- Poirier sauvage  (+ Asie)
- Poirier  (+ Asie - Moyen-Orient)
- Merisier à grappes  (+ Nord Asie)
- Épine noire  (ou prunellier)
- Prunier domestique  (+ Moyen-Orient)
- Prunier-cerise  (ou prunier myrobolan)
- Prunier rose de Bléré
- Griottier
- Cerisier de Ste Lucie  (Faux merisier)
- Merisier ou cerisier sauvage
- Abricotier
- Prunier St Julien  (+ Asie Occ.)
- Pêcher
- Cerisier d'automne
- Laurier cerise  (ou laurier amande)
- Mimosa d'hiver  (ou Mimosa argenté) (+ Australie)
- Mimosa à bois noir  (+ Australie - Tasmanie)
- Genêt de l'Etna
- Robinier faux acacia  (+ Am. du Nord)
- Robinier à feuilles entières  (+Am.)
- Acacia boule
- Robinier à besson
- Cytise des Alpes
- Cytise aubour  (ou Faux ébenier)
- Cytise d'Adam
- Sumac  (+ Chine)
- Buis commun  (+ Asie)
- Buis de Mahon  (+ Afr. du Nord)
- Houx  (+ Asie - Afr. du Nord)
- Houx des Iles Canaries
- Érable plane  (+ Caucase)
- Érable de Montpellier
- Érable cornu
- Érable d'Italie
- Érable champêtre  (+ Asie)
- Érable à feuilles d'obier
- Érable de Crète
- Érable de la Caspienne  (+ Asie Mineure)
- Érable de Tartarie
- Érable sycomore
- Érable de Zoeschen  (Eu. Nord)
- Érable des Balkans
- Érable de Van Volxem
- Érable de Trautvetter
- Cyprès chauve
- If
- Glossopteris
- Tilia dasystyla  - Russie
- Tilia dasystyla  - Géorgie
- Pamier nain  - Italie
- Oranger  ( + Afrique - États-Unis)
- Amandier    - Méditerranée - Afrique Nord
- Arbousier   - Méditerranée (+ Moyen-Orient)
- Argousier
- Arbre du clergé
- Arbre de soie  - Méditerranée
- Bergamotier  - Méditerranée
- Bigaradier, citrus aurantium  (+Afrique Nord)
- Citronnier
- Forsythia
- Frêne
- Libocèdre  ou Calocedrus
- Marronnier commun
- Mirabellier
- Olivier
- Sorbier des Alpes
- Sorbier domestique
- Tamaris, tamarix tetrandra  - (+ Asie)
- Tilleul
- Tilleul de Crimée
- Aliboufier
- Baguenaudier
- Bourdaine
- Buisson ardent   (+ Asie Mineure)
- Camérisier à balais, Chèvrefeuille des haies
- Cassissier
- Clerodendron
- Corroyère , herbe aux tanneurs, Redoul
- Fusain d'Europe
- Seringa (+ Amérique Nord)
- Spirée
- Troène commun
- Chèvrefeuille de Russie  ,Lonicera tatarica	-Russie
- Cornouiller blanc  ,Cornus alba	 - Sibérie
- Orme du Caucase  , Zelkova carpinifolia -	Caucase, Sibérie
- Pin nain de Sibérie , Pinus pumila -	Sibérie
- Pin nain de Sibérie 	Pinus pumila -	Sibérie
- Poirier à feuilles de saule 	Pyrus salicifolia -	Caucase, Asie Mineure
- Ptérocarier à feuilles de Frêne , Noyer du Caucase -	Caucase, Chine
- Sapin du Caucase , sapin de Nordmann -	Caucase
- Sapinette d'Orient 	Picea glauca -	Caucase
- Staphylea colchica 	Staphylea colchica -	Caucase
- Tilleul de Sibérie 	Tilia x euchlora -	Sibérie
- Noyer  - (+ Moyen-Orient)
- Érable à feuilles de tilleul
- Érable à feuilles d'aubépine
- Érable à feuilles de bouleau
- Érable de Henry - (+ Chine)
- Érable à peau de serpent
- Marronnier d'Inde
- Marronnier de Wilson
- Marronnier à fleurs rouge
- Marronnier aurore
- Tilleul à grande feuilles
- Tilleul du Caucase
- Tilleul commun
- Tilleul à petites feuilles - Nord
- Tilleul argenté pleureur
- Tamaris d'été
- Tamaris de France
- Frêne à fleurs - (+ Asie)
- Frêne élevé
- Frêne oxyphylle - (+ Asie)
- Rhododendron en arbre
- Filaire à feuilles larges (Méditerranée)
- Plaqueminier faux lotier
- Paulownia - ( + Asie)
- Palmier des Canaries
- Dragonnier des Canaries
- Pin des Canaries
- Chêne kermès (Méditerranée)
- Ombu (Bella ombra) - (Méditerranée + Amérique Sud)
- Caoutchouc - + Asie
- Rince bouteille (Plante goupillon , Callistomon) -  +  Australie
- Olivier de Bohême -  + Asie
- Lentisque - Plante à mastic - Pistachier lentisque -  Europe Sud
- Térébinthe (ou Pistachier térébinthe) -  + Asie Mineure
- Pistachier -   + Asie
- Oranger doux
- Églantier - + Afrique - Asie
- King Mandarinier
- Mandarinier
- Pamplemoussier

## Arbres d'Océanie
- Acacia à bois dur
- Araucaria d'Australie
- Araucaria de Cook
- Arbre à pain   (Pacifique Sud)
- Eucalyptus
- Filao
- Intsia bijuga (ou Kohu ou Merbau) - Nlle Calédonie
- Bounia-Bounia (Australie)
- Grévillier, Chêne argenté d'Australie
- Hakea
- Mimosa
- Pandanus
- Mimosa quatre saisons
- Pin de Norfolk
- Xanthorrhoea
- Gommier rouge
- Arbre de Quandong
- Kauri rouge
- Arbre à pain
- Gommier blanc  (+Afrique, Guadeloupe)
- Metrosideros, Metrosideros excelsa, Pohutukawa
- Melaleuca, niaouli, Melaleuca quinquenervia
- Totara  - Nlle Zelande
- Cèdre de Tasmanie
- Cèdre du roi Guillaume
- Pottosporum à petites feuilles
- Eucalyptus dalrympleana
- Gommier bleu de Tasmanie
- Cordyline  -  Nlle Zelande
- Fougère arborescente  - Australie
- Pittosporum -  Nlle Zelande
- Mimosa  - Australie - Europe
- Acacia à feuilles de saule
- Eucalyptus gomphocephala
- Griselinia
- Grévillier  - Australie
- Acradenia - Australie
- Allocasuarina
- Alloxylon
- Backhousia
- Brachychiton acerifolius
- Cyprès noir d'Australie
- Corymbia calophylla
- Flindersia - Nlle Calédonie
- Corymbia calophylla
- Nuytsia - Australie
- Santalum spicatum
- Syncarpia glomulifera - Australie
- Syzygium aqueum - Australie
- Murunga - Australie
- Hotu  - Polynésie
- Ficus prolixa  - Polynésie
- Mape   - Polynésie
- Aito   - Polynésie
- Fara    - Polynésie
- Pisonia grandis    - Polynésie
- Apape , Rhus Taitensis    - Polynésie
- Miro   - Polynésie
- Ahi   - Polynésie
- Miki miki   - Polynésie
- Tou   - Polynésie
- Purau   - Polynésie
- Ora   - Polynésie
- Tamanu   - Polynésie
- Autera'a ma'ohi   - Polynésie
- Nono   - Polynésie
- Marumaru, Arbre à pluie   - Polynésie
- Falcata    - Polynésie